# Блекота біла
Блекота біла (Hyoscyamus albus L.) – вид рослин родини пасльонових (Solanaceae).

## Опис
Багаторічна, дворічна або однорічна, густо запушена рослина. Стебла до 50 см, розгалужені. Нижнє листя на довгих черешках, 12 × 10 см, від яйцевидих до майже округлих. Суцвіття щільне, до 30 см у плодоношенні. Віночок 15–35 мм, жовтуватий, часто з фіолетово-пурпуровим горлом, зовні запушений. Капсула 10–12 мм, як правило, слабо запушена кришка зверху. Насіння 1–1,4 × 0,9–1,2 мм, сіре. Цвіте з січня по травень.

## Поширення
Північна Африка: Алжир; Єгипет; Лівія; Марокко; Туніс. Азія: Саудівська Аравія; Кіпр; Єгипет — Синай; Ірак; Ізраїль; Йорданія; Ліван; Сирія; Туреччина. Європа: Україна [вкл. Крим]; Албанія; Болгарія; Хорватія; Греція [вкл. Крит]; Італія [вкл. Сардинія, Сицилія]; Румунія; Словенія; Франція [вкл. Корсика]; Португалія [вкл. Мадейра]; Гібралтар; Іспанія [вкл. Балеарські острови, Канарські острови]. 
Населяє узбіччя доріг, кам'янисті, скелясті ділянки, стіни і щебінь; 1–1300 м.

## Галерея

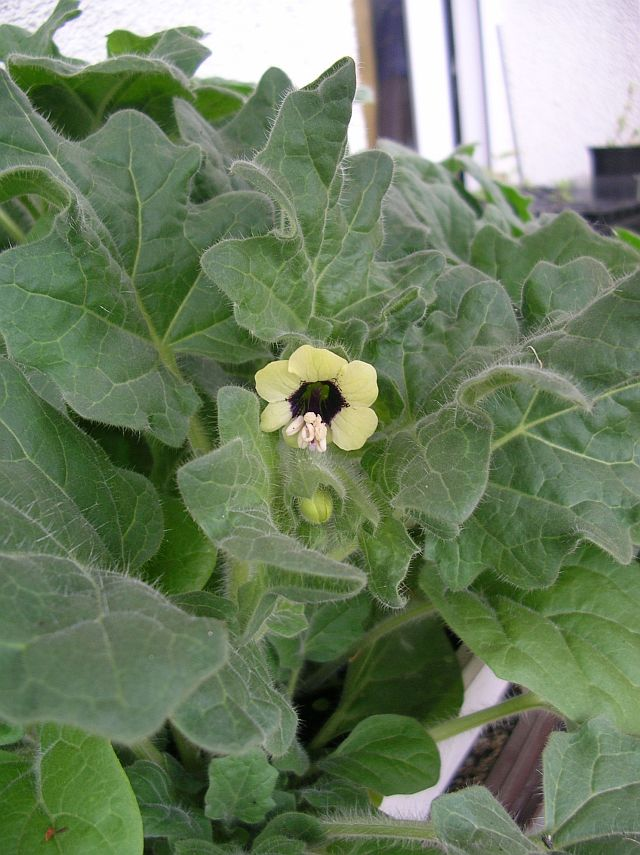
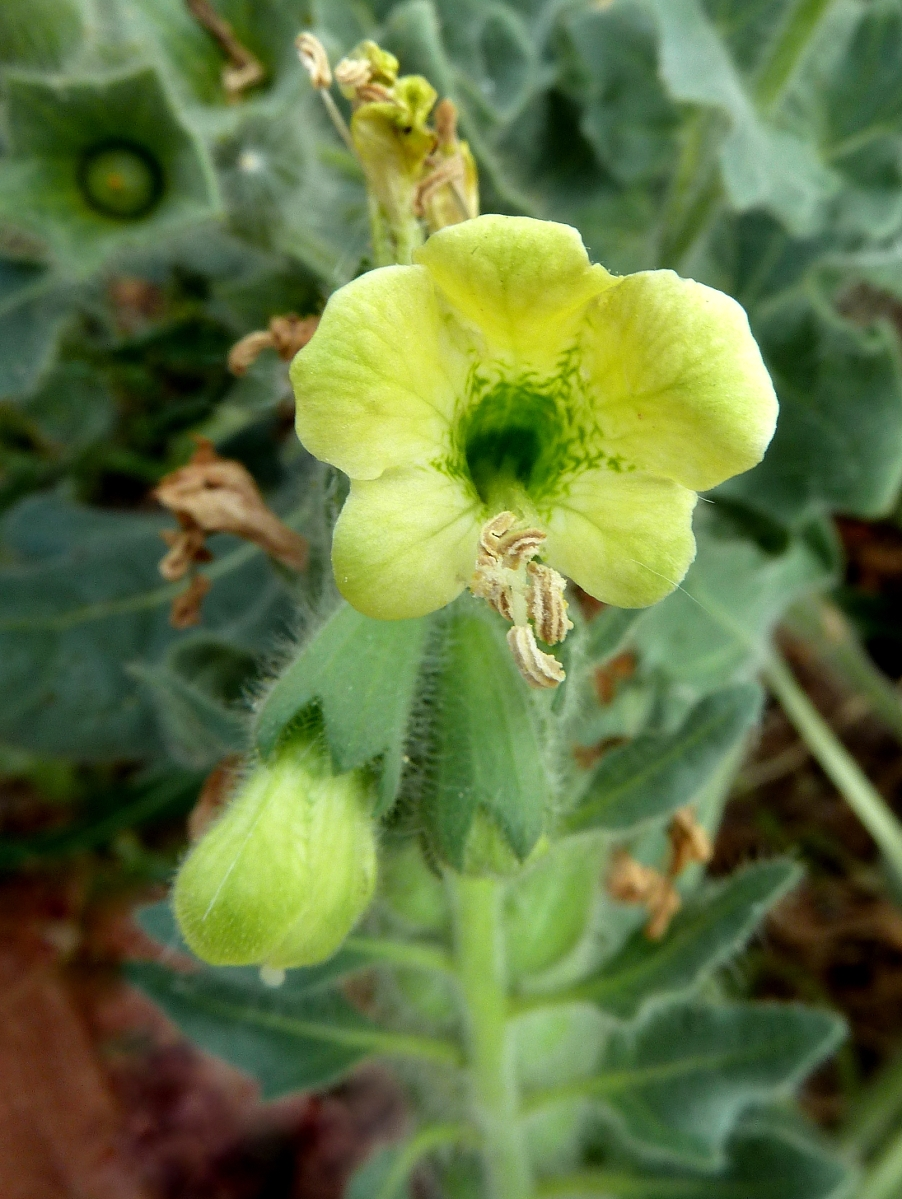
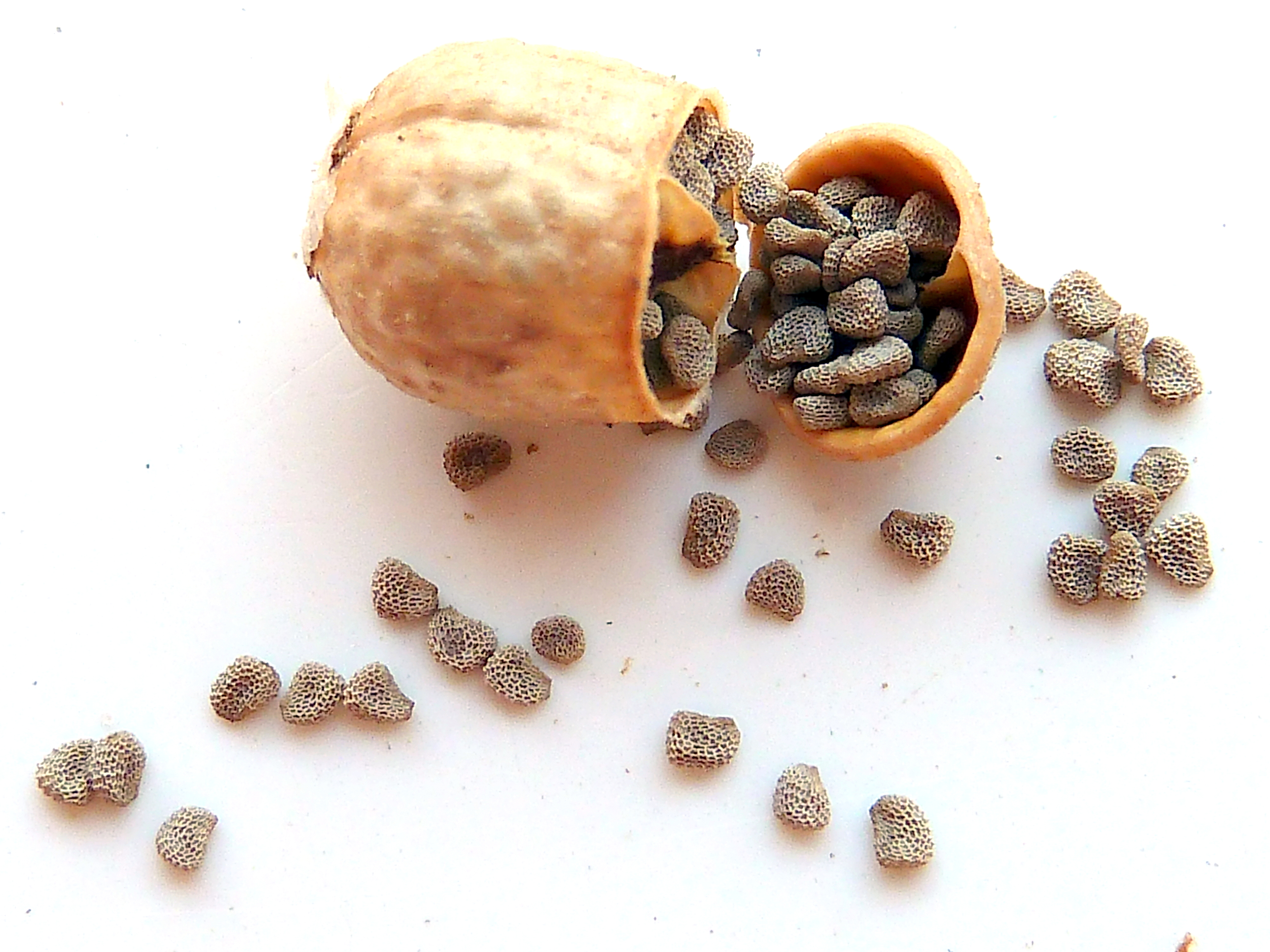